# Heart Skips a Beat
Heart Skips a Beat is een nummer van de Australische zangeres Lenka uit 2011. Het is de eerste single van haar tweede studioalbum Two.
In "My Heart Skips a Beat" bezingt de liedverteller hoe haar hart haar voor de gek houdt. Zodra ze een aantrekkelijke man ziet, moedigt haar hart haar aan actie te ondernemen, terwijl haar verstand dit probeert te verhinderen. Het nummer bereikte enkel de hitlijsten in Vlaanderen, waar het de 3e positie in de tipparade bereikte.

## Tracklijst
- Cd-single

1. "My Heart Skips a Beat" - 3:21